# Korporace prezidenta Církve Ježíše Krista Svatých Posledních dnů

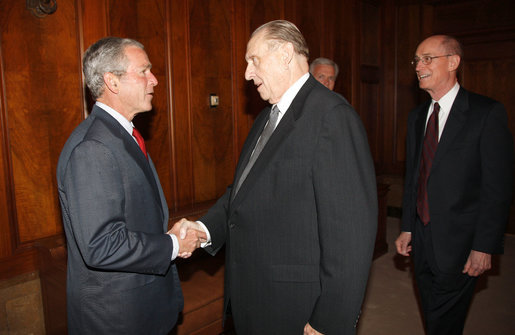
Současný prezident CJKSPD Thomas Monson, předseda dozorčí rady Korporace prezidenta CJKSPD, si potřásá rukou s prezidentem USA Georgem Bushem.

Korporace prezidenta Církve Ježíše Krista Svatých posledních dnů je americká korporace, která vznikla roku 1923 a zajišťuje legální stránku a financování Církve Ježíše Krista Svatých posledních dnů - CJKSPD.

## Historické pozadí
V roce 1890 byla CJKSPD oficiálně rozpuštěna vládou Spojených států. Teprve v roce 1923 se tehdejší prezident církve, Heber J. Grant, rozhodl legálně založit nástupce původní církve. Rozhodl se však tentokrát CJKSPD registrovat nikoliv jako církev, nýbrž jako obchodní společnost (korporaci).
Založil Korporaci prezidenta církve, která získala veškerou faktickou i legální moc majetkem CJKSPD. Od té doby do současnosti patří veškerý majetek církve, získaný skrze desátky a oběti členů, právě Korporaci prezidenta církve.
CJKSPD tedy dnes není oficiálním názvem církve, nýbrž registrovanou obchodní značkou, vlastněnou výše zmíněnou korporací.

### Finanční pilíře CJKSPD
CJKSPD funguje finančně na 2 pilířích. Jedním jsou desátky a tzv. „oběti“ (finanční dary církvi), a druhým výdělky z komerčních aktivit církve. Vedoucí církve, kteří sedí ve vedení Korporace prezidenta CJKSPD, ve svých vyjádřeních vždy zmiňují rozdíl mezi užíváním desátkových peněz a komerčních peněz.
Z „církevních peněz“ se platí stavba a udržování církevních chrámů, organizace misionářské práce i všeobecné potřeby regionálních odboček po celém světě. Z „komerčních peněz“ CJKSPD před několika lety započala modernizaci centra Salt Lake City za několik miliard dolarů.
Není zcela jasné, z kterého pilíře financí jsou placeny generální autority, misijní prezidenti a další. 

### Placené kněžstvo
Na regionální úrovni nemá CJKSPD placené kněžstvo. Jde o důležitou a často proklamovanou praxi, která je odlišná od běžného kněžstva v katolické církvi nebo jiných protestantských odvětvích. Placené kněžstvo je podle Knihy Mormonovy hlavním znakem „kněžské lstivosti“. Jde o učení antikrista Nehora.
Současná CJKSPD na mnoha místech deklaruje, že vedoucí církve (tzv. Generální autority a další) nedostávají žádný plat. To je z faktického hlediska pravda, jelikož Korporace prezidenta CJKSPD neodvádí daně za žádné platy autorit. Církevní autority však dostávají finanční částky jako „kompenzaci“ za to, že se věnují církevní práci naplno.
CJKSPD nezveřejňuje žádné položky ve svém rozpočtu a nezveřejňuje žádné finanční zprávy o svém hospodaření. Tyto informace jsou považovány za „posvátné“. Z těchto a mnoha dalších důvodů nelze s jistotou stanovit „kompenzace“, které církevní autority dostávají.

#### Kompenzace Generálních autorit
Generální autority církve získávají kompenzace dle svého aktuální povolání v církvi. Několik sedmdesátníků (sedmdesátník je po proroku a apoštolech třetí nejdůležitější autoritou) po svém odchodu z církve uvedli podrobnosti o svých financích a „kompenzacích“ církve. Většina z nich se shoduje na tom, že běžný sedmdesátník má okolo 70 tisíců dolarů ročně. Tato částka je jakási záloha, kterou může daný sedmdesátník využít na dopředu definované položky. Seznam těchto položek v případě sedmdesátníků není oficiálně známý (na rozdíl od misijních prezidentů).

#### Kompenzace misijních prezidentů
Mnohem větší detaily o finanční kompenzaci v CJKSPD získáváme z příručky misijních prezidentů. Jde o příručku, obsahující sérii pravidel a pokynů pro misijní prezidenty. Tato příručka je „tajná“. Nesmí být ukazována dalším lidem (kromě samotného prezidenta misie) a její šíření je přísně zakázané, jak je uvedeno v samotné příručce.  
V části o finančních kompenzacích je široce rozepsáno, které položky lze z církevní kompenzace platit. Do tohoto seznamu patří nejen základní živobytí (dům/bydlení + zahrada + zahradník + uklízečka, auto pro misijního prezidenta i jeho manželku, vybavení domu a domácnosti, jídlo a další), ale také rodinné záležitosti (školné pro děti na soukromé škole, školní vybavení, volnočasové aktivity, sportovní výbava, placená cesta i návštěva neprovdaných dětí do 26 let z domova do místa, kde misijní prezident slouží, výlohy na misie dětí, dárky k narozeninám, Vánocům a dalším příležitostem atd). Není dovoleno „kompenzačních peněz“ využívat k podnikání nebo obchodování na burze.